# 겨울이 온다
"겨울이 온다"(When Winter Comes)는 한국에서 제작된 소봉섭 감독의 2009년 영화이다. 김현진 등이 주연으로 출연하였고 황인택 등이 제작에 참여하였다.

## 출연

### 주연
- 김현진
- 이제훈
- 김종수
- 박용우
- 유인식
- 조현철
- 율찬

## 기타
- 조명: 정운천
- 조연출: 정지윤
- 녹음: 강산
- 녹음: 한은영
- 미술: 김승재